# Cold Lake
Cold Lake é uma pequena cidade situada no nordeste da província canadense de Alberta na divisão Nº12. Sua população é de 11.595 habitantes (2005). Localiza-se à cerca de 280 km, ao nordeste, de Edmonton, estado próxima à fronteira com a província de Saskatchewan.
A cidade também é conhecida no universo de quadrinhos dos X-Men, por tratar-se da cidade onde Wolverine nasceu